# NFL sezona 1934.
NFL sezona 1934. je 15. po redu sezona nacionalne lige američkog nogometa. 
Sezona je počela 9. rujna 1934. Utakmica za naslov prvaka je odigrana 9. prosinca 1934. u New Yorku na stadionu Polo Grounds. U njoj su se sastali pobjednici istočne divizije New York Giantsi i pobjednici zapadne divizije Chicago Bearsi. Pobijedili su Giantsi rezultatom 30:13 i osvojili svoj drugi naslov prvaka NFL-a.
Prije početka sezone 1934. momčad Portsmouth Spartansa seli u Detroit gdje se natječu sve do danas pod imenom Detroit Lions. Također, momčad Cincinnati Redsa je suspendirana nakon osam odigranih utakmica zbog neplaćenih dugova. Umjesto njih, zadnje tri utakmice u sezoni je odigrala momčad St. Louis Gunnersa.

## Poredak po divizijama na kraju regularnog dijela sezone
| Istočna divizija    |     |     |     |      |     |     |
| Momčad              | Pob | Por | Ner | %    | P+  | P-  |
| New York Giants*    | 8   | 5   | 0   | 61,5 | 147 | 107 |
| Boston Redskins     | 6   | 6   | 0   | 50,0 | 107 | 94  |
| Brooklyn Dodgers    | 4   | 7   | 0   | 36,4 | 61  | 153 |
| Philadelphia Eagles | 4   | 7   | 0   | 36,4 | 127 | 85  |
| Pittsburgh Pirates  | 2   | 10  | 0   | 16,7 | 51  | 206 |

| Zapadna divizija  |     |     |     |       |     |     |
| Momčad            | Pob | Por | Ner | %     | P+  | P-  |
| Chicago Bears*    | 13  | 0   | 0   | 100,0 | 286 | 86  |
| Detroit Lions     | 10  | 3   | 0   | 76,9  | 238 | 59  |
| Green Bay Packers | 7   | 6   | 0   | 53,8  | 156 | 112 |
| Chicago Cardinals | 5   | 6   | 0   | 45,5  | 80  | 84  |
| St. Louis Gunners | 1   | 2   | 0   | 33,3  | 27  | 61  |
| Cincinnati Reds   | 0   | 8   | 0   | 0,0   | 10  | 243 |

Napomena: * - pobjednici konferencije, % - postotak pobjeda, P± - postignuti/primljeni poeni

## Prvenstvena utakmica NFL-a
- 9. prosinca 1934. New York Giants - Chicago Bears 30:13

## Statistika po igračima
- Najviše jarda dodavanja: Arnie Herber, Green Bay Packers - 799
- Najviše jarda probijanja: Beattie Feathers, Chicago Bears - 1004
- Najviše uhvaćenih jarda dodavanja: Harry Ebding, Detroit Lions - 264

## Vanjske poveznice
- Pro-Football-Reference.com, statistika sezone 1934. u NFL-u
- NFL.com, sezona 1934.